# DMAX (España)
DMAX (anteriormente, Discovery Max) es un canal de televisión español en abierto. Fue lanzado al aire el 12 de enero de 2012 y es operado por Warner Bros. Discovery en una frecuencia perteneciente a Veo Televisión.

## Historia
Se emitieron preestrenos de sus programas en el horario central del viernes utilizando la frecuencia de Veo Televisión. Estos preestrenos comenzaron el 9 de diciembre de 2011 con dos episodios de Así se hace desde las 22:30. Otros preestrenos fueron American Chopper (viernes 16), El rey de las tartas (viernes 23) y El último superviviente (viernes 30).
El 1 de enero de 2012 a las 6:00, comenzaron sus emisiones en pruebas con un bucle promocional donde se describían sus contenidos. Días más tarde, el 12 de enero de 2012 a las 17:45, comenzaron sus emisiones regulares.
El martes 13 de septiembre de 2011 a las 10:00, se dio a conocer simultáneamente en Madrid y Londres el acuerdo firmado entre Unidad Editorial y Discovery Communications para cubrir la programación diaria de Veo Televisión, aunque Unidad Editorial gestionó de lunes a jueves una franja con la emisión de Una mirada a El Mundo desde el 12 de enero hasta el 12 de julio de 2012, día en que DMax pasó a emitir su programación íntegramente. Gracias a ese acuerdo, que realizó cambios profundos en la programación de Veo Televisión, el canal tiene contenidos "premium". El canal ofrece programas y series de entretenimiento de no ficción y es complementario al extenso catálogo internacional de canales que posee Discovery Communications en la televisión de paga.
El 20 de octubre de 2011 se dio a conocer DMAX, el canal de Discovery Communications que ocupa la frecuencia de Veo Televisión desde el 12 de enero de 2012. El canal incluye contenidos de los 13 canales que Discovery Networks distribuye en Estados Unidos y de los 24 canales que distribuye en todo el mundo. La oferta de contenidos es distinta de la de Discovery Channel en España. Un mes más tarde se desveló que Unidad Editorial había acordado ceder la publicidad de Veo Televisión al Grupo Discovery Communications a cambio de que la cadena internacional dotara de contenidos a la señal y abonara una regalía.
El 12 de junio de 2014 el canal se incorporó al dial 93 del operador Canal+
El 12 de septiembre de 2016, Discovery MAX cambió su denominación por la de DMAX. Desde ese día no solo emite documentales y programas sino también series y películas.
El 1 de junio de 2022, el canal pasó a emitir en alta definición en la TDT para adaptarse a la normativa que obliga a que todos los canales de la TDT emitan exclusivamente en alta definición antes del 1 de enero de 2023. Tras retrasarse la obligación de emitir en alta definición hasta el 14 de febrero de 2024, el canal volvió a emitir en definición estándar.

## Programación
La programación de DMAX cubre varios géneros: supervivencia, cocina, de entretenimiento, motor, mundo salvaje, docurrealidad, crimen, etc., dirigiéndose a un público  muy amplio. Desde 2018, emite los Juegos Olímpicos, tanto de verano como de invierno, siendo esta la primera vez que se emiten por un emisor distinto al que venía emitiendo, que era RTVE, a través de sus canales La 1, La 2 y Teledeporte.
Algunos ejemplos son:
- Mi familia vive en Alaska
- 091: Alerta Policía
- Así se hace
- Monstruos de río
- Control de fronteras: España
- Curiosidades de la Tierra
- Wild Frank
- La fiebre del oro
- La fiebre del oro: aguas bravas
- Joyas sobre ruedas
- Alienígenas
- Aventura en pelotas
- Así se hizo la Tierra
- Expedición al pasado
- Megaestructuras franquistas
- Misterios desde el aire
- Seprona en acción

## Audiencias
| Año  | Enero   | Febrero | Marzo | Abril | Mayo  | Junio  | Julio | Agosto | Septiembre | Octubre | Noviembre | Diciembre | Media anual |
| ---- | ------- | ------- | ----- | ----- | ----- | ------ | ----- | ------ | ---------- | ------- | --------- | --------- | ----------- |
| 2012 | 0,6 %** | 1,2 %   | 1,2 % | 1,2 % | 1,2 % | 1,2 %  | 1,4 % | 1,5 %  | 1,3 %      | 1,3 %   | 1,3 %     | 1,5 %     | 1,3 %       |
| 2013 | 1,6 %   | 1,5 %   | 1,5 % | 1,7 % | 1,6 % | 1,7 %  | 1,7 % | 1,7 %  | 1,6 %      | 1,6 %   | 1,7 %     | 1,7 %     | 2,0 %       |
| 2014 | 2,7 %   | 1,9 %   | 1,9 % | 2,8 % | 2,1 % | 2,4 %  | 2,4 % | 2,8 %  | 2,3 %      | 2,2 %   | 2,2 %     | 2,2 %     | 2,1 %       |
| 2015 | 3,1 %   | 2,0 %   | 2,1 % | 2,2 % | 2,3 % | 3,3 %* | 2,1 % | 2,3 %  | 2,1 %      | 2,2 %   | 2,1 %     | 2,0 %     | 2,3 %       |
| 2016 | 2,0 %   | 1,9 %   | 2,0 % | 1,9 % | 1,8 % | 1,8 %  | 2,0 % | 1,9 %  | 1,9 %      | 1,9 %   | 1,8 %     | 1,9 %     | 1,9 %       |
| 2017 | 1,9 %   | 1,8 %   | 1,7 % | 1,7 % | 1,7 % | 1,6 %  | 1,8 % | 1,8 %  | 1,7 %      | 1,5 %   | 1,6 %     | 1,6 %     | 1,6 %       |
| 2018 | 1,6 %   | 1,5 %   | 1,5 % | 1,6 % | 1,6 % | 1,7 %  | 1,8 % | 1,9 %  | 1,7 %      | 1,6 %   | 1,6 %     | 1,7 %     | 1,7 %       |
| 2019 | 1,6 %   | 1,6 %   | 1,7 % | 1,6 % | 1,7 % | 1,8%   | 1,7%  | 1,9%   | 1,7%       | 1,7%    | 1,7%      | 1,7%      | 1,7%        |
| 2020 | 1,6%    | 1,7%    | 1,6%  | 1,8%  | 1,7%  | 1,7%   | 1,8%  | 1,8%   | 1,7%       | 1,8%    | 1,6%      | 1,6%      | 1,7%        |
| 2021 | 1,5%    | 1,6%    | 1,6%  | 1,7%  | 1,7%  | 1,6%   | 1,8%  | 1,7%   | 1,7%       | 1,6%    | 1,6%      | 1,6%      | 1,7%        |
| 2022 | 1,7%    | 1,5%    | 1,6%  | 1,6%  | 1,6%  | 1,7%   | 1,6%  | 1,7%   | 1,6%       | 1,5%    | 1,5%      | 1,5%      | 1,5%        |
| 2023 | 1,6%    | 1,6%    | 1,6%  | 1,6%  | 1,5%  | 1,6%   | 1,7%  | 1,8%   | 1,6%       | 1,7%    | 1,6%      | 1,6%      | 1,6%        |
| 2024 | 1,6%    | 1,6%    | 1,7%  | 1,7%  | 1,8%  | 1,6%   | 1,7%  | 1,7%   | 1,7%       | 1,7%    | 1,6%      | 1,7%      | 1,7%        |
| 2025 | 1,7%    | 1,7%    | 1,5%  | 1,5%  | 1,6%  | 1,8%   | 1,6%  |        |            |         |           |           |             |

* Máximo histórico. | ** Mínimo histórico.
- El 8 de junio de 2014, DMAX alcanza su máximo histórico siendo la cadena TDT más vista del día con un máximo de 21,8 % con la victoria de Rafa Nadal en el Torneo de Roland Garros y una media diaria del 6,8 %.

## Imagen corporativa

Logo de Discovery MAX utilizado entre 2012 y 2016
Logo de DMAX utilizado entre 2016 y 2023
Logo de DMAX utilizado desde 2023

## Señal en alta definición
DMAX HD empezó sus emisiones el 1 de junio de 2022, siendo el primer canal temático privado de la TDT en hacerlo. El cambio se efectuo para adaptarse a la normativa que obliga a que todos los canales de la TDT emitan exclusivamente en alta definición antes del 1 de enero de 2023. Tras retrasarse la obligación de emitir en alta definición hasta el 14 de febrero de 2024, el canal volvió a emitir en definición estándar en agosto de ese mismo año.